# Hamnholmen, Sibbo
Hamnholmen är en ö i Finland. Den ligger i Finska viken och i kommunen Sibbo i landskapet Nyland, i den södra delen av landet. Ön ligger omkring 24 kilometer öster om Helsingfors.
Öns area är 6,6 hektar och dess största längd är 0,6 kilometer i sydväst-nordöstlig riktning. Ön höjer sig omkring 20 meter över havsytan.